# بارت فريند
بارت فريند (بالهولندية: Bart Vriends)‏ (9 مايو 1991 بآمرسفورت في هولندا - ) هو لاعب كرة قدم هولندي في مركز الدفاع. لعب مع سبارتا روتردام وغو أهد إيغلز ونادي أوترخت.

## روابط خارجية
- بارت فريند على موقع قاعدة بيانات كرة القدم.إي يو (الإنجليزية)
- بارت فريند على موقع ليكيب (الفرنسية)
- بارت فريند على موقع Soccerway.com (الإنجليزية)
- بارت فريند على موقع عالم كرة القدم.نت (الإنجليزية)